# تاج النساء القوصية
تاج النساء بنت عيسى بن علي بن وهب القوصية راوية للحديث سمعت من أبي عبد الله بن عبد المنعم الخيمي بقراءة عمها الشيخ الإمام أبي الفتح محمد القشيري في سنة 699 هـ.